# Meloe strigulosus
Meloe strigulosus är en skalbaggsart som beskrevs av Mannerheim 1852. Meloe strigulosus ingår i släktet Meloe och familjen oljebaggar. Inga underarter finns listade i Catalogue of Life.